# 次表面散射

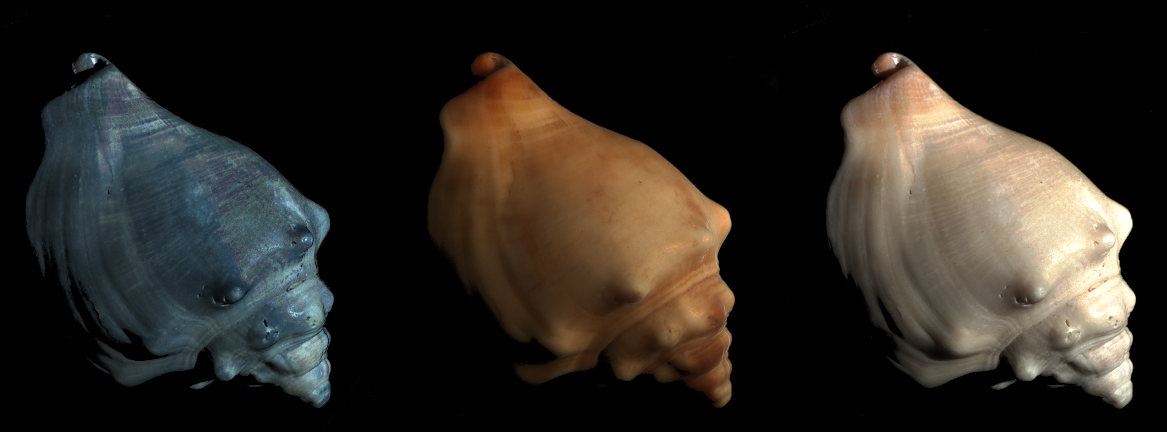
直接的表面散射(左)，再加次表面散射 (中)，创建最终的图像（右）。

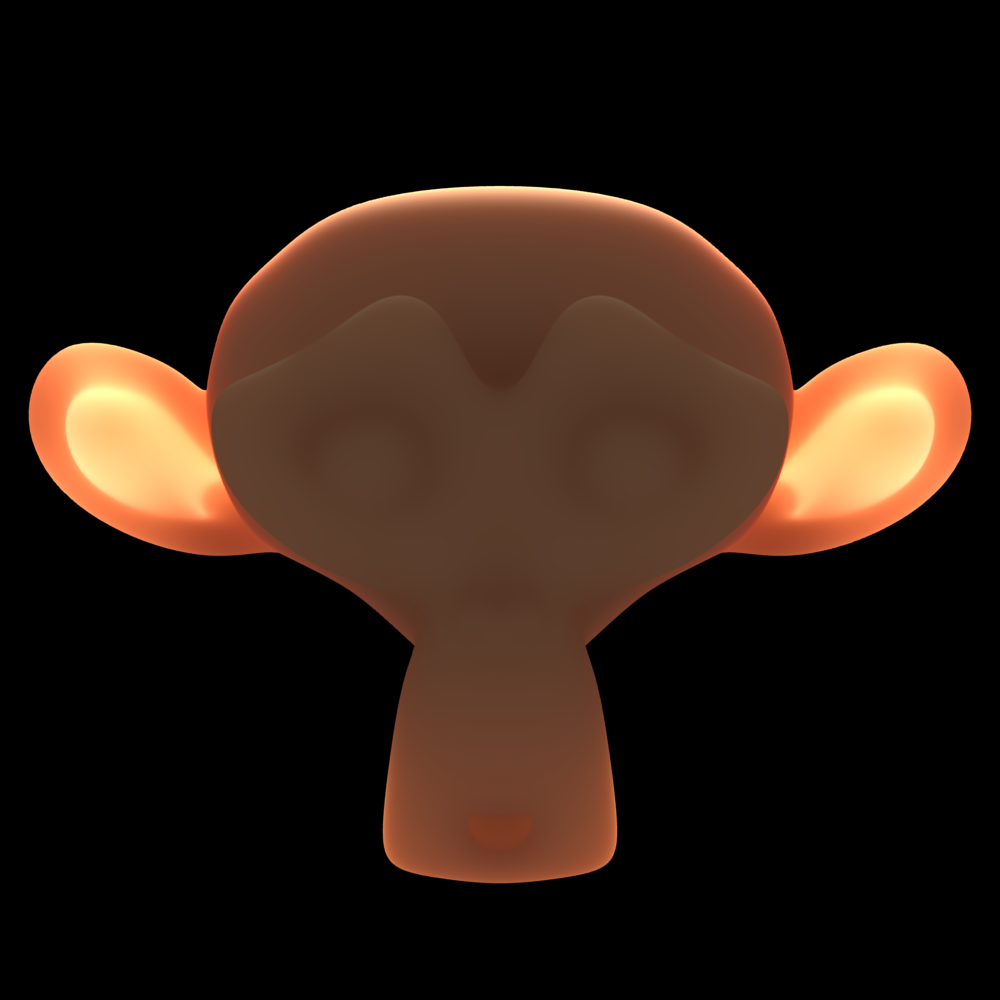
在 Blender 软件制作的次表面散射例子。

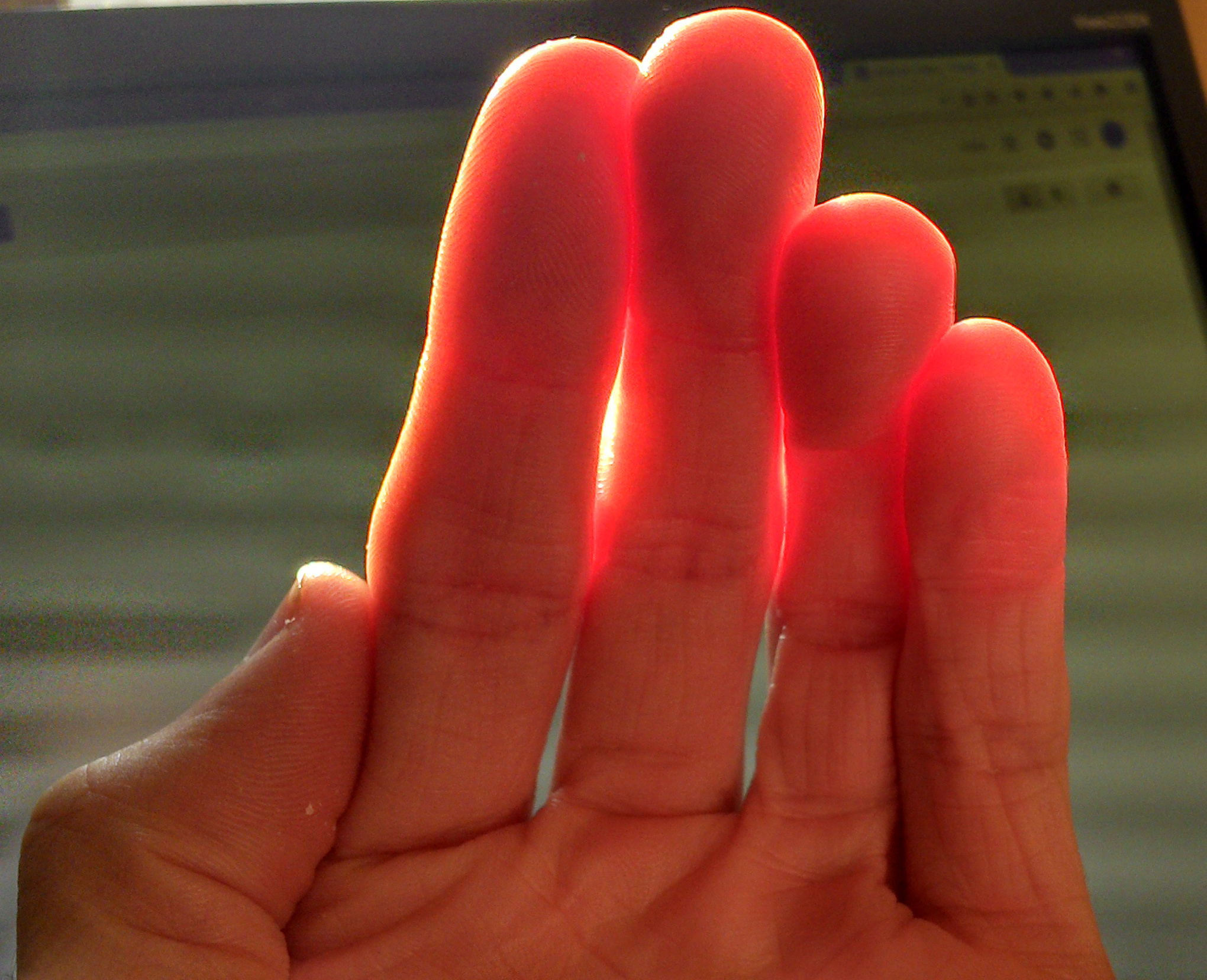
在真正的世界的照片的次表面散射

次表面散射（英語：Subsurface scattering，简称“SSS”，也作）是光在传播时的一种现象，表现为光在穿过透明物体表面后，与材料之间发生交互作用而导致光被散射开来，光路也在其他的位置穿出物体。光一般会穿透物体的表面，在物体内部不同角度被反射若干次，最终穿出物体。次表面散射在三维计算机图形中十分重要，可用来渲染大理石、皮膚、树叶、蜡、牛奶等多种不同材料。

## 渲染技术
为了提高渲染效率，许多实时计算机图形算法只计算物体表面的反射率。但在现实中，许多材料都有轻微的半透明性，光线可在表面以下被吸收、散射和重新发出。皮膚就是一个很好的例子；只有大约6%直接反射的，94%来自于表面下的散射。光线穿过材料越远，吸收的比例就越大。为了模拟这种效果，必须有光线穿过材料的距离信息。